# Carach Angren
Carach Angren («Залізні щелепи») — екстрим гурт симфо-блек металу заснований 2003-го року. Творчість колективу побудована на концептуальних альбомах присвячених різноманітним хорор легендам.
Назву, бенд що постав з розформованих колективів Inger Indolia та Vaultage, обрав за назвою місцевості в Мордорі за Толкієном.

## Загальні відомості
Carach Angren утворено 2003 року в муніципалітеті Ландграф. Перший EP колективу концептуально був присвячений усипальні Chase Vault. Наступний був присвячений Леді Браун з Норфолку — легенда котра стала основою у темі дебютного повноформатнику «Lammendam».
За два роки з'явився черговий CD «Death Came Through a Phantom Ship» тематично побудований на легенді про Летючого голландця. «Where the Corpses Sink Forever» (2012) було присвячено війні у В'єтнамі, «This Is No Fairytale» (2015) — інтерпретація історії «Гензель і Гретель».

## Склад
- Денніс «Seregor» Друммерс — вокал, гітари
- Клеменс «Ardek» Веєрс — клавішні, оркестрування
- Іво «Namtar» Веєрс — ударні

## Дискографія
- Lammendam (2008)
- Death Came Through a Phantom Ship (2010)
- Where the Corpses Sink Forever (2012)
- This Is No Fairytale (2015)
- Dance and Laugh Amongst the Rotten (2017)
- Franckensteina Strataemontanus (2020)

### Демо, компіляції
- The Chase Vault Tragedy (демо, 2004)
- Ethereal Veiled Existence (EP, 2005)